# 29477 Zdíkšíma
29477 Zdíkšíma è un asteroide della fascia principale. Scoperto nel 1997, presenta un'orbita caratterizzata da un semiasse maggiore pari a 2,5212912 UA e da un'eccentricità di 0,0840452, inclinata di 10,56030° rispetto all'eclittica.